# Basil Lanneau Gildersleeve
Basil Lanneau Gildersleeve (Charleston (Carolina do Sul), 23 de outubro de 1831 - Baltimore, 9 de janeiro de 1924) foi um erudito estadunidense, filho de Benjamin Gildersleeve (1791-1875), um pastor presbiteriano e editor do Charleston Christian Observer de 1826 a 1854, do Richmond (VA) Watchman and Observer de 1845 a 1856, e do The Central Presbyterian de 1856 a 1860.
B. L. Gildersleeve graduado em Princeton em 1849 na idade de 18 anos, e passou a estudar sob a tutela de Johannes Franz em Berlim, Friedrich Ritschl em Bonn e Schneidewin em Göttingen, onde recebeu seu diploma de doutorado em 1853. De 1856 a 1876 ele foi professor de Grego na Universidade da Virginia, ocupando também a cadeira de Latim de 1861 a 1866.
Quando a guerra civil americana eclodiu em 1861, muitos professores das universidades do sul se demitiram para aderirem aos Estados Confederados da América. Gildersleeve aceitou uma posição pessoal no verão de 1861, e ele retornava ao exército a cada primavera com conclusão das aulas. Durante um conflito de guerra no Vale Shenandoah em setembro de 1864, Gildersleeve estava entregando pedidos no front quando um tiro atingiu a sua perna. O próprio Gildersleeve resumiu seu comentário, dizendo: "Eu perdi minha carteira Homer, eu perdi minha pistola, eu perdi um de meus cavalos e, finalmente, eu quase acabei perdendo a minha vida". Como resultado desta ferida, ele ia coxear pelo resto da sua vida.
Em 11 de dezembro de 1875, Daniel Coit Gilman, presidente da recentemente fundada Universidade Johns Hopkins, convidou Gildersleeve a ensinar Clássicos lá, no qual ele aquieceu prazerosamente. Ele escreveria mais tarde: "A grande liberdade de ação, maiores recursos, uma vida maior e mais rica, as oportunidades de viagem e relações pessoais tem estimulado minha produção e fizeram dos meus últimos 14 anos os mais frutíferos aos olhos do mundo acadêmico."
Em 1880, o American Journal of Philology, uma publicação trimestral da Universidade Johns Hopkins, foi criado sob sua responsabilidade, e sua forte personalidade era expressa na sessão intitulada "Breve Relatório" ou "Lanx Satura", e durante os primeiros anos de publicação todos os pequenos detalhes passavam por suas mãos. Ele publicou uma Gramática Latina (1867; revisada por Gonzalez B. Lodge, 1894-1899) e livros didáticos de Latim para serem utilizados por escolas secundárias (1875), ambos os trabalhos marcados pela lucidez gramátical com o qual combinavam teoria e método. Suas traduções de Persius (1875) foi de grande valor.
Mas sua paixão por Grego era maior que por Latim. Seu especial interesse por Grego Cristão foi parcialmente a causa para sua edição em 1877 do The Apologies of Justin Martyr, "ao qual" - usando suas próprias palavras - "eu , sem embaraço, usei como um repositório para as minhas fórmulas sintáticas". Os estudos de Gildersleeve sobre Franz, aumentaram rapidamente seu interesse na sintaxe grega, e sua lógica, nao restrita às antigas categorias, e sua grande simpatia com a linguagem foram apresentadas nos lugares menos esperados.
Ele foi eleito presidente da Associação Americana de Filologia em 1877 e novamente em 1908 ele se tornou membro da Academia Americana de Artes e Letras bem como de várias sociedades de ensino. Ele recebeu seu título de LL.D. do The College of William and Mary (1869), das universidade de Harvard (1896), Yale (1901), Chicago (1901) e Pensilvânia (1911); D.C.L. da Universidade do Sul (1884); L.H.D. de Yale (1891) e Princeton (1899); Litt.D. de Oxford e Cambridge (1805).
Gildersleeve se aposentou em 1915, depois de quase 60 anos prestados à sua carreira profisisonal, e faleceu em 1924. A Casa de Gildersleeve, um dos dórmitórios da Universidade Johns Hopkins, é nomeado assim em sua honra.